# Promozione Calabria 1987-1988
Nella stagione 1987-1988 la Promozione era sesto livello del calcio italiano (il massimo livello regionale). Qui vi sono le statistiche relative al campionato in Calabria.
Il campionato è strutturato in vari gironi all'italiana su base regionale, gestiti dai Comitati Regionali di competenza. Promozioni alla categoria superiore e retrocessioni in quella inferiore non erano sempre omogenee; erano quantificate all'inizio del campionato dal Comitato Regionale secondo le direttive stabilite dalla Lega Nazionale Dilettanti, ma flessibili, in relazione al numero delle società retrocesse dal Campionato Interregionale e perciò, a seconda delle varie situazioni regionali, la fine del campionato poteva avere degli spareggi sia di promozione che di retrocessione.

## Girone A

### Squadre partecipanti
- A.S. Adelaide Nicastro, Lamezia Terme (CZ)
- F.C. Calcio Acri, Acri (CS)
- U.S. Catanzaro Lido, Catanzaro
- A.S. Cirò Marina, Cirò Marina (KR)
- A.S. Cutro, Cutro (KR)
- Pol. Gimigliano, Gimigliano (CZ)
- S.S. Montalto Uffugo, Montalto Uffugo (CS)
- Morrone, Cosenza
- U.S. Praia, Praia a Mare (CS)

- F.C. Rogliano, Rogliano (CS)
- Nuova Rossanese, Rossano (CS)
- U.S. Scalea 1912, Scalea (CS)
- S.S. Silana, San Giovanni in Fiore (CS)
- A.S. Spezzano Albanese, Spezzano Albanese (CS)
- S.S. Trebisacce, Trebisacce (CS)
- Villapiana, Villapiana (CS)

### Classifica finale
|  | Pos. | Squadra           | Pt | G  | V  | N  | P  | GF | GS | DR  |
|  | ---- | ----------------- | -- | -- | -- | -- | -- | -- | -- | --- |
|  | 1.   | Adelaide Nicastro | 49 | 30 | 21 | 7  | 2  | 59 | 16 | +43 |
|  | 2.   | Cirò Marina       | 45 | 30 | 19 | 7  | 4  | 54 | 19 | +35 |
|  | 3.   | Montalto Uffugo   | 36 | 30 | 15 | 6  | 9  | 45 | 29 | +16 |
|  | 4.   | Silana            | 33 | 30 | 13 | 7  | 10 | 38 | 36 | +2  |
|  | 5.   | Nuova Rossanese   | 33 | 30 | 12 | 9  | 9  | 48 | 36 | +12 |
|  | 6.   | Morrone Cosenza   | 32 | 30 | 9  | 14 | 7  | 36 | 22 | +14 |
|  | 7.   | Acri              | 32 | 30 | 11 | 10 | 9  | 37 | 34 | +3  |
|  | 8.   | Praia             | 30 | 30 | 9  | 12 | 9  | 31 | 30 | +1  |
|  | 9.   | Scalea            | 30 | 30 | 9  | 12 | 9  | 32 | 33 | -1  |
|  | 10.  | Trebisacce        | 29 | 30 | 10 | 9  | 11 | 32 | 35 | -3  |
|  | 11.  | Catanzaro Lido    | 27 | 30 | 9  | 9  | 12 | 27 | 32 | -5  |
|  | 12.  | Cutro             | 26 | 30 | 9  | 8  | 13 | 25 | 36 | -11 |
|  | 13.  | Spezzano Albanese | 25 | 30 | 9  | 7  | 14 | 36 | 48 | -12 |
|  | 14.  | Gimigliano        | 23 | 30 | 5  | 13 | 12 | 26 | 46 | -20 |
|  | 15.  | Rogliano          | 16 | 30 | 7  | 2  | 21 | 27 | 63 | -36 |
|  | 16.  | Villapiana        | 14 | 30 | 3  | 8  | 19 | 17 | 45 | -28 |

## Girone B

### Squadre partecipanti
- A.C. Archi, Archi di Reggio Calabria
- A.S. Audax Ravagnese, Ravagnese di Reggio Calabria
- A.C. Bagnarese, Bagnara Calabra (RC)
- A.P. Brancaleone, Brancaleone (RC)
- A.S. Chiaravalle, Chiaravalle Centrale (CZ)
- A.S. Deliese, Delianuova (RC)
- A.C. Gioiese 1918, Gioia Tauro (RC)
- A.C. Locri 1909, Locri (RC)
- A.S. Marina di Gioiosa, Marina di Gioiosa Ionica (RC)

- A.S. Melicucco, Melicucco (RC)
- A.C. Nuova Melito, Melito di Porto Salvo (RC)
- U.S. Polistena, Polistena (RC)
- S.S. Roccella, Roccella Ionica (RC)
- U.S. San Luca, San Luca (RC)
- Pol. Taurianovese, Taurianova (RC)
- A.S.D. Villese Calcio, Villa San Giovanni (RC)

### Classifica finale
|  | Pos. | Squadra           | Pt | G  | V  | N  | P  | GF | GS | DR  |
|  | ---- | ----------------- | -- | -- | -- | -- | -- | -- | -- | --- |
|  | 1.   | Locri             | 46 | 30 | 19 | 8  | 3  | 36 | 13 | +23 |
|  | 2.   | Gioiese           | 42 | 30 | 17 | 8  | 5  | 44 | 17 | +27 |
|  | 3.   | San Luca          | 37 | 30 | 14 | 9  | 7  | 32 | 26 | +6  |
|  | 4.   | Nuova Melito      | 37 | 30 | 15 | 7  | 8  | 44 | 29 | +15 |
|  | 5.   | Chiaravalle       | 32 | 30 | 11 | 10 | 9  | 37 | 30 | +7  |
|  | 6.   | Bagnarese         | 31 | 30 | 10 | 11 | 9  | 37 | 31 | +6  |
|  | 7.   | Taurianovese      | 31 | 30 | 12 | 7  | 11 | 42 | 39 | +3  |
|  | 8.   | Deliese           | 29 | 30 | 8  | 13 | 9  | 27 | 28 | -1  |
|  | 9.   | Archi             | 28 | 30 | 8  | 12 | 10 | 32 | 35 | -3  |
|  | 10.  | Melicucco         | 28 | 30 | 9  | 10 | 11 | 38 | 35 | +3  |
|  | 11.  | Marina di Gioiosa | 27 | 30 | 9  | 9  | 12 | 31 | 32 | -1  |
|  | 12.  | Polistena         | 27 | 30 | 8  | 11 | 11 | 23 | 28 | -5  |
|  | 13.  | Roccella          | 25 | 30 | 7  | 11 | 12 | 27 | 31 | -4  |
|  | 14.  | Audax Ravagnese   | 24 | 30 | 6  | 12 | 12 | 13 | 26 | -13 |
|  | 15.  | Villese           | 22 | 30 | 5  | 12 | 13 | 21 | 41 | -20 |
|  | 16.  | Brancaleone       | 14 | 30 | 1  | 12 | 17 | 12 | 54 | -42 |

- Chiaravalle promosso per ripescaggio.